# Olmo (Martellago)
Olmo is een plaats (frazione) in de Italiaanse gemeente Martellago.